# Polystictus superciliaris
El tachurí gris (Polystictus superciliaris), también denominado tachurí de espalda gris, es una especie de ave paseriforme de la familia Tyrannidae, una de las dos pertenecientes al género Polystictus. Es endémica de Brasil.

## Distribución y hábitat
Se distribuye por el interior del sureste de Brasil desde el centro de Bahía hasta el norte de São Paulo.
Esta especie es considerada rara y muy local en sus hábitats naturales: los pastizales arbustivos y rocosos en sierras del interior del país, entre 1000 y 1600 m de altitud.

## Descripción
Mide 9,5 cm de longitud. Es gris parduzco por arriba, la cabeza gris más oscuro, lista superciliar blanca e mancha blanca oculta en la corona. Alas oscuras con dos listas y filetes pardos. Por abajo es pardo anaranjado, el centro del ábdomen es blanco.

## Comportamiento
Anda solitario o en pareja, posa en tallos de pastos o arbustos bajos. Puede ser bastante manso.

### Alimentación
Es insectívoro.

### Vocalización
El llamado es un «chiidi» medio chillado, repetido a intervalos de algunos segundos, el canto parece ser un trinado agudo y algo aflautado «truiriririririru», durando unos cinco segundos.

## Sistemática

### Descripción original
La especie P. superciliaris fue descrita por primera vez por el naturalista alemán Maximilian zu Wied-Neuwied en 1831 bajo el nombre científico Euscarthmus superciliaris; la localidad tipo es: «Vale Fundo, sur de Bahía, Brasil»

### Etimología
El nombre genérico masculino «Polystictus» se compone de las palabras del griego «πολυς polus» que significa ‘muchos’, y « στικτος stiktos» que significa ‘moteado’, ‘punteado’; y el nombre de la especie «superciliaris» en latín moderno significa ‘con cejas’.

### Taxonomía
Las afinidades de esta especie son inciertas. La relación con Polystictus pectoralis requiere confirmación. Es monotípica.